# Castell del Far d'Empordà
El Castell del Far d'Empordà és un monument declarat bé d'interès nacional del municipi del Far d'Empordà. Del castell només se'n conserven restes del recinte. El tram millor conservat és un tram atalussat que delimita l'església de Sant Martí del Far per la part meridional, amb 38 m. de llargària. Aquest mur està construït amb pedruscall sense treballar exceptuant l'aparell de la part superior de la cantonada a on els carreus són escairats i col·locats ordenadament. Aquest gira cap al nord-est en un altre tram del qual se'n conserven 17 m.
Va ser construït en època del comte Ponç-Hug d'Empúries el 1294. L'any 1793, durant la Guerra Gran, el castell era fortificat pel comte de La Unión, però més tard l'ocuparen els francesos. Durant la Guerra del Francès fou també fortificat i pres per les tropes napoleòniques que hi romangueren fins al 1814.